# Eleição municipal de João Pessoa em 1996
A eleição municipal de 1996 em João Pessoa, assim como nas demais cidades brasileiras, ocorreu em 3 de outubro do mesmo ano, para eleger um prefeito, um vice-prefeito e 21 membros da Câmara de Vereadores.
Oito candidatos concorreram à prefeitura de João Pessoa. Cícero Lucena e Lúcia Braga foram os candidatos mais votados no primeiro turno, com o prefeitável do PMDB recebendo 89.457 votos (42,64%), contra 51.982 da candidata do PDT (24,78%). No segundo turno, Cícero Lucena novamente superou Lúcia Braga, desta vez por vantagem menor que no primeiro turno (115.937 votos, contra 93.494), governando a cidade pelo período de 1º de janeiro de 1997 a 31 de dezembro de 2000.
Na disputa pelas vagas na Câmara Municipal, o candidato a vereador mais votado foi Ricardo Coutinho (PT), com 6.917 votos. O PMDB elegeu a maior bancada de vereadores (6), seguido pelo PPB (5 vereadores), PDT (4), PT (3), PSDB (2) e PFL (um vereador). Entre os principais nomes eleitos para a legislatura 1997–2000, destacaram-se Luciano Cartaxo (em sua estreia como candidato em eleições), João Gonçalves, Hervázio Bezerra, Trocolli Júnior e Ruy Carneiro.
PST, PTN, PCB, PRTB, PGT, PRONA, PSN e PTdoB não participaram da eleição.

## Candidatos a prefeito
|  | Nº | Candidato(a) a prefeito | Candidato(a) a prefeito                              | Candidato(a) a vice-prefeito | Candidato(a) a vice-prefeito                              | Coligação |
|  | -- | ----------------------- | ---------------------------------------------------- | ---------------------------- | --------------------------------------------------------- | --- |
|  | 12 |                         | Lúcia Braga (PDT) Antonia Lúcia Navarro Braga        |                              | Simão Almeida (PCdoB) Simão de Almeida Neto               | Coligação Democrática Popular - Partido Democrático Trabalhista (PDT) - Partido Comunista do Brasil (PCdoB) - Partido Progressista Brasileiro (PPB)                                                          |
|  | 13 |                         | Luiz Couto (PT) Luiz Albuquerque Couto               |                              | Flávio Maroja (PPS) Flávio Eduardo Maroja Ribeiro         | "O Povo Vira o Jogo" - Partido dos Trabalhadores (PT) - Partido Popular Socialista (PPS) - Partido Verde (PV)                                                                                                |
|  | 15 |                         | Cícero Lucena (PMDB) Cícero Lucena Filho             |                              | Reginaldo Tavares (PFL) Reginaldo Tavares de Albuquerque  | "Por Amor a João Pessoa" - Partido do Movimento Democrático Brasileiro (PMDB) - Partido da Frente Liberal (PFL) - Partido Trabalhista Brasileiro (PTB) - Partido Liberal (PL) - Partido Social Liberal (PSL) |
|  | 16 |                         | Afonso de Abreu (PSTU) Afonso Francisco de Abreu     |                              | Tânia Brito (PSTU) Tânia Maria de Oliveira Brito          | Partido não coligado - Partido Socialista dos Trabalhadores Unificado (PSTU) |
|  | 29 |                         | Lourdes Sarmento (PCO) Maria de Lourdes Sarmento     |                              | Paulo Rodrigues (PCO) Paulo Rodrigues da Silva            | Partido não coligado - Partido da Causa Operária (PCO) |
|  | 33 |                         | Álvaro Cavalcanti (PMN) Álvaro Cavalcanti de Almeida |                              | Fernando Ferreira (PSD) Fernando Antônio Ferreira Serrano | "Frente Popular das Oposições" - Partido da Mobilização Nacional (PMN) - Partido Social Democrático (PSD) - Partido Social Cristão (PSC)                                                                     |
|  | 40 |                         | Nadja Palitot (PSB) Nadja Diógenes Palitot y Palitot |                              | Josimar Viana (PSDB) Josimar de Lima Viana                | "Movimento Popular Muda João Pessoa" - Partido Socialista Brasileiro (PSB) - Partido da Social Democracia Brasileira (PSDB)                                                                                  |
|  | 44 |                         | Mário da Cruz (PRP) Mário da Cruz Barbosa            |                              | Jobério Martins (PRN) Jobério Correia Martins             | "Frente de Renovação Popular" - Partido Republicano Progressista (PRP) - Partido da Social Democracia Cristã (PSDC) - Partido da Reconstrução Nacional (PRN)                                                 |

## Resultados

### Prefeito
| Candidato(a)           | Candidato(a)            | Vice                     | 1º turno 3 de outubro de 1996 | 1º turno 3 de outubro de 1996 | 2º turno 15 de novembro de 1996 | 2º turno 15 de novembro de 1996 |
| Candidato(a)           | Candidato(a)            | Vice                     | Total                         | Porcentagem                   | Total                           | Porcentagem                     |
| ---------------------- | ----------------------- | ------------------------ | ----------------------------- | ----------------------------- | ------------------------------- | ------------------------------- |
|                        | Cícero Lucena (PMDB)    | Reginaldo Tavares (PMDB) | 89.457                        | 42,64%                        | 115.937                         | 55,36%                          |
|                        | Lúcia Braga (PDT)       | Simão Almeida (PCdoB)    | 51.982                        | 24,78%                        | 93.494                          | 44,94%                          |
|                        | Luiz Couto (PT)         | Flávio Maroja (PPS)      | 36.624                        | 17,45%                        | Não participaram                | Não participaram                |
|                        | Nadja Palitot (PSB)     | Josimar Viana (PSDB)     | 27.654                        | 13,18%                        | Não participaram                | Não participaram                |
|                        | Mário da Cruz (PRP)     | Jobério Martins (PRN)    | 2.955                         | 1,41%                         | Não participaram                | Não participaram                |
|                        | Afonso de Abreu (PSTU)  | Tânia Brito (PSTU)       | 516                           | 0,25%                         | Não participaram                | Não participaram                |
|                        | Álvaro Cavalcanti (PMN) | Fernando Ferrreira (PSC) | 466                           | 0,22%                         | Não participaram                | Não participaram                |
|                        | Lourdes Sarmento (PCO)  | Paulo Rodrigues (PCO)    | 149                           | 0,07%                         | Não participaram                | Não participaram                |
| Total de votos válidos | Total de votos válidos  | Total de votos válidos   | 209.803                       | 87,90%                        | 209.431                         | 88,81%                          |
| → Votos em branco      | → Votos em branco       | → Votos em branco        | 3,362                         | 1,41%                         | 3.704                           | 1,57%                           |
| → Votos nulos          | → Votos nulos           | → Votos nulos            | 25.513                        | 10,69%                        | 22.674                          | 9,62%                           |
| Total de votos         | Total de votos          | Total de votos           | 238.678                       |                               | 235.809                         |                                 |
| Abstenções             | Abstenções              | Abstenções               | 55.073                        | 18,75%                        | 57.942                          | 19,73%                          |
| Total de inscritos     | Total de inscritos      | Total de inscritos       | 293.751                       |                               | 293.751                         |                                 |

## Vereadores eleitos
| Candidato eleito        | Partido | Votação | Porcentagem | Cidade onde nasceu | Unidade federativa |
| Ricardo Coutinho        | PT      | 6.917   | 3,34%       | João Pessoa        | Paraíba            |
| Fabiano Vilar           | PPB     | 5.204   | 2,52%       | Taperoá            | Paraíba            |
| Pedro do Caminhão       | PDT     | 5.026   | 2,43%       | Caiçara            | Paraíba            |
| João Gonçalves          | PFL     | 4.614   | 2,23%       | João Pessoa        | Paraíba            |
| Trocolli Júnior         | PMDB    | 4.477   | 2,16%       | João Pessoa        | Paraíba            |
| Ruy Carneiro            | PMDB    | 4.006   | 1,94%       | Rio de Janeiro     | Rio de Janeiro     |
| Venilton Holanda        | PMDB    | 3.344   | 1,62%       | Cajazeiras         | Paraíba            |
| Josauro                 | PMDB    | 3.196   | 1,54%       | São Mamede         | Paraíba            |
| Hervázio Bezerra        | PMDB    | 3.109   | 1,5%        | João Pessoa        | Paraíba            |
| Tavinho Santos          | PPB     | 3.063   | 1,48%       | João Pessoa        | Paraíba            |
| Potengi Lucena          | PMDB    | 3.003   | 1,45%       | João Pessoa        | Paraíba            |
| Durval Ferreira         | PDT     | 2.720   | 1,31%       | João Pessoa        | Paraíba            |
| Pedro Alberto Coutinho  | PDT     | 2.642   | 1,28%       | João Pessoa        | Paraíba            |
| Gerson Gomes            | PPB     | 2.413   | 1,17%       | João Pessoa        | Paraíba            |
| Marcos Vinícius Nóbrega | PPB     | 2.260   | 1,09%       | Jequié             | Bahia              |
| Heraldo Teixeira        | PDT     | 2.085   | 1,01%       | João Pessoa        | Paraíba            |
| João dos Santos         | PPB     | 1.964   | 0,95%       | João Pessoa        | Paraíba            |
| Walter Gomes            | PSDB    | 1.573   | 0,76%       | João Pessoa        | Paraíba            |
| Luciano Cartaxo         | PT      | 1.461   | 0,71%       | Sousa              | Paraíba            |
| Júlio Rafael            | PT      | 1.416   | 0,68%       | Campina Grande     | Paraíba            |
| Mário Cahino            | PSDB    | 1.384   | 0,67%       | João Pessoa        | Paraíba            |

## Aspectos da campanha
Esta foi a primeira eleição disputada por PSL, PCO e PSTU em João Pessoa. Enquanto o primeiro teve desempenho razoável nas urnas (8.349 votos para vereador), os outros 2 partidos, que lançaram as candidaturas de Lourdes Sarmento e Afonso de Abreu à prefeitura da capital paraibana, receberam votações inexpressivas para a Câmara Municipal (o PCO teve 2 candidatos a vereador e obteve 171 votos, enquanto o PSTU, com 4 postulantes ao cargo, teve 542).